# 内蒙古第一机械集团
內蒙古第一機械集團有限公司，是原国营617厂、内蒙古第一机械制造厂，又称中國兵器內蒙古第一機械，簡稱內蒙古第一機械、一机集团、一机，位于包头市，隶属于中国兵器工业集团公司，是在1954年成立，公司主要涉及坦克和装甲车的研制，重型汽車、鐵路汽車、风机齿轮箱、工程機械等研制產品。是中国唯一的主战坦克生产基地，负责绝大多数中国陆军车辆生产。
旗下北方創業在2004年於上海證券交易所分拆上市。现任董事長為白晓光。

## 外部連結
- 內蒙古第一機械集團有限公司
- 一机集团拟将77亿核心资产注入北方创业，后者并配套融资30亿 （页面存档备份，存于）
- 100多项军工专利技术亮相杭州 19项达成购买意向